# Luteolina
La luteolina es uno de los flavonoides más comunes. .En la mayoría de los casos la luteolina se encuentra en las hojas y corteza, y particularmente en el apio, tomillo, diente de león, flor de trébol, polen de ambrosia. También se ha aislado de Salvia tomentosa,  pimiento verde, tomillo, manzanilla y perilla.